# Consórcio Intermunicipal da Região Oeste Metropolitana de São Paulo
Consórcio Intermunicipal da Região Oeste Metropolitana de São Paulo, ou simplesmente CIOESTE, é uma associação pública formada pelas cidades de Araçariguama, Barueri, Cajamar, Carapicuíba, Cotia, Itapevi, Jandira, Osasco, Pirapora do Bom Jesus, Santana de Parnaíba, São Roque e Vargem Grande Paulista, parte da Região Metropolitana de São Paulo, porém com identidade própria. A sigla vem do próprio nome do consórcio: Consórcio Intermunicipal da Região Oeste.

## Aspectos gerais
A soma do PIB das oito cidades equivale a 3% do Produto Interno Bruto nacional, cujos territórios totalizam 977 km² de área, com uma população de quase dois milhões de habitantes. A entidade representa o que há de mais avançado em termos de governança pública no mundo. 

## Municípios
- Araçariguama
- Barueri
- Cajamar
- Carapicuíba
- Cotia
- Itapevi
- Jandira
- Osasco
- Pirapora do Bom Jesus
- Santana de Parnaíba
- São Roque
- Vargem Grande Paulista

## Rodovias
- Rodovia Castelo Branco
- Rodovia Raposo Tavares
- Rodovia Anhanguera
- Rodovia dos Bandeirantes
- Rodoanel Mário Covas
- Estrada dos Romeiros
- Estrada da Roselândia

## Outros consórcios
Além do CIOESTE, na Região Metropolitana de São Paulo e outros municípios limítrofes, estão constituídos os demais consórcios:
- Cimbaju (Consórcio Intermunicipal Bacia Alto Juqueri), formado por Caieiras, Cajamar, Francisco Morato, Franco da Rocha e Mairiporã;
- Conisud (Consórcio de Desenvolvimento Região Sudeste), formado por Cotia, Embu das Artes, Embu-Guaçu, Itapecerica da Serra, Juquitiba, São Lourenço da Serra, Taboão da Serra e Vargem Grande Paulista;
- Consórcio ABC (Consórcio Intermunicipal  Grande ABC), formado por Santo André, São Bernardo do Campo, São Caetano do Sul, Diadema, Mauá, Ribeirão Pires e Rio Grande da Serra;
- CONDEMAT+ (Consórcio de Desenvolvimento dos Municípios do Alto Tietê), formado por Arujá, Biritiba Mirim, Ferraz de Vasconcelos, Guararema, Guarulhos, Igaratá, Itaquaquecetuba, Mairiporã, Mogi das Cruzes, Poá, Salesópolis, Santa Branca, Santa Isabel e Suzano.